# Енріке I (король Кастилії)
Енріке I (*Enrique I, 14 квітня 1204 —6 червня 1217) — король Кастилії (1214—1217). Представник кастильської Бургундської династії.

## Біографія
Походив з Бургундської династії. Син Альфонсо VIII, король Кастилії та Толедо, і Леонори Плантагенет. З огляди на малий вік на момент смерті батька у 1214 році розпочалася боротьба між грандами за право бути регентом. Спочатку регентом стає його мати.
Проти графа Альваро Нуньєса де Лара на боці короля виступала його старша сестра Беренгарія, яку 1214 року призначено регентшею. Втім остання зазнала поразки й у 1215 році регентом став де Лара. Того ж року Енріке I пошлюбив португальську інфанту Мафальду, але, оскільки молодята були ще дітьми, разом вони не жили. Рік по тому з огляду на родинні зв'язки між подружжям шлюб було розірвано папою римським Іннокентієм III.
1217 року, граючись у дворі, король загинув від черепиці, що впала з даху. Владу успадкувала сестра померлого Беренгарія.

## Сім'я
- Батько: Альфонсо VIII (1155—1214) — король Кастилії (1158—1214).
- Матір: Елеонора (1162–1214) — донька Генріха II, короля Англії
- Дружина: Мафалда (1195/1196—1256) — донька Саншу I, короля Португалії.